# Béthune
Béthune (verouderd Nederlands: Betun) is een stad in het Franse departement Pas-de-Calais. De stad ligt ten zuidwesten van Rijsel aan de oever van de rivier de Lawe. Het is een van de belangrijkste steden van Artesië en onderprefectuur van het arrondissement Béthune. De gemeente telde 25.342 inwoners op 1 januari 2022.

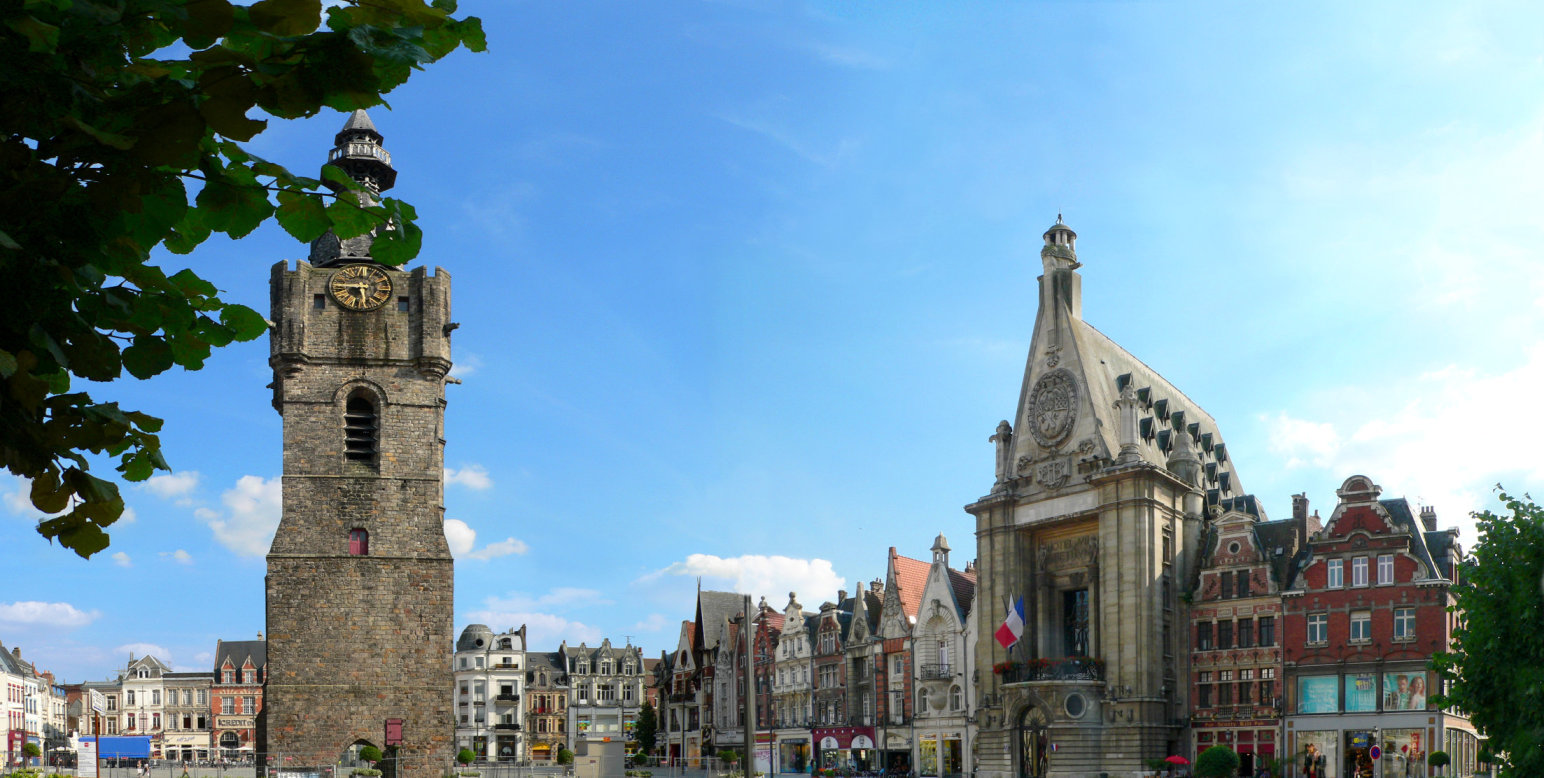
De Grote Markt (Grand'Place) van Béthune met het Belfort, het gemeentehuis en eclectische gevels

## Geschiedenis
Sint-Vedastus, bisschop van Atrecht, liet rond 502 hier een kerk bouwen die in de 16e eeuw door keizer Karel V binnen de muren werd heropgebouwd.
De heren van Béthune (toen Bethune) verloren aan het eind van de 12e eeuw hun zelfstandigheid aan de Franse koning. De aartsbisschop van Reims, Willem met de Witte Handen, had van de dood van graaf Filips van de Elzas en de afwezigheid van de Franse koning Filips August (op kruistocht) gebruikgemaakt om Béthune en andere steden van Artesië in te lijven. In Vlaanderen volgde men deze ontwikkeling met veel argwaan. Met de Vrede van Péronne (1200) tussen de Franse koning Filips II en Boudewijn I van Constantinopel, graaf van Vlaanderen, werd de stad teruggegeven aan Vlaanderen. De stad maakte tijdens de Guldensporenslag nog steeds deel uit van het graafschap Vlaanderen. Mathilde van Béthune was gehuwd met Gwijde van Dampierre, graaf van Vlaanderen. Hun oudste zoon, Robrecht III van Bethune, erfde de gebieden van Béthune en Dendermonde van zijn moeder. 
In de 12e en de 13e eeuw kende de stad een economische expansie en de burgers verkregen vrijheden en privilegies. Zo verleende Odo IV van Bourgondië in 1346 het recht om een belfort te bouwen. Het belfort was een teken van de groeiende macht van de burgerij, maar had ook een militaire functie als uitkijktoren. Béthune was een ommuurde stad en werd meermaals belegerd, onder andere tijdens de Honderdjarige Oorlog. Zowel onder keizer Karel V als onder koning Lodewijk XIV van Frankrijk werd de stadsomwalling gemoderniseerd. 
In de tweede helft van de 19e eeuw veranderde het uitzicht van de stad sterk. Er kwam een treinstation en in 1867 bekwam burgemeester Charles Dellisse-Engrand dat de stad haar status als versterkte plaats verloor. Dit had lange tijd de groei van de stad belemmerd. Als gevolg van dit overheidsbesluit konden de stadsversterkingen worden afgebroken en in de plaats kwamen boulevards, nieuwe pleinen en het stadspark. Ook werd een nieuwe verbindingsweg tussen het stadscentrum en het station aangelegd. In 1918 tijdens de Eerste Wereldoorlog werd de stad voor meer dan de helft verwoest. In de jaren 1920 volgde de wederopbouw. Ook op 27 april 1944 leed de stad schade door een luchtbombardement gericht op de spoorinfrastructuur. Na de oorlog kende de stad een sterke groei. Er kwam een fabriek van bandenfabrikant Firestone (1961) en ook andere nieuwe industrie. Voor de groeiende bevolking werden nieuwe woonwijken gebouwd.
In 1990 fuseerde de gemeente Béthune met buurgemeente Verquigneul en in 1994 met Beuvry, telkens in een fusion association. In 1997 werd Beuvry echter weer een zelfstandige gemeente en in 2008 werd ook Verquigneul weer zelfstandig.

## Geografie
De oppervlakte van Béthune bedroeg op 1 januari 2022 9,46 vierkante kilometer; de bevolkingsdichtheid was toen 2.678,9 inwoners per km².
De onderstaande kaart toont de ligging van Béthune met de belangrijkste infrastructuur en aangrenzende gemeenten.

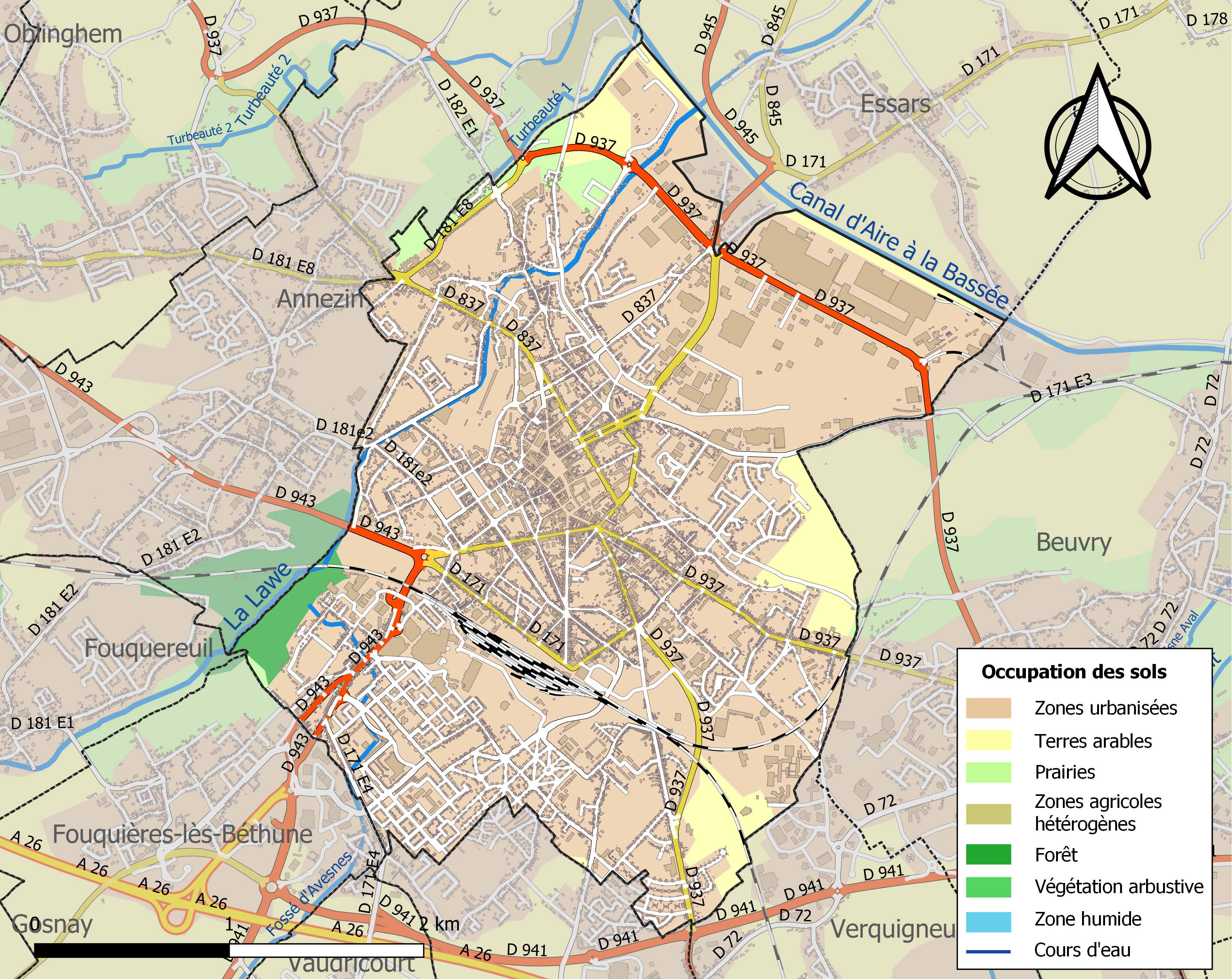

## Bezienswaardigheden

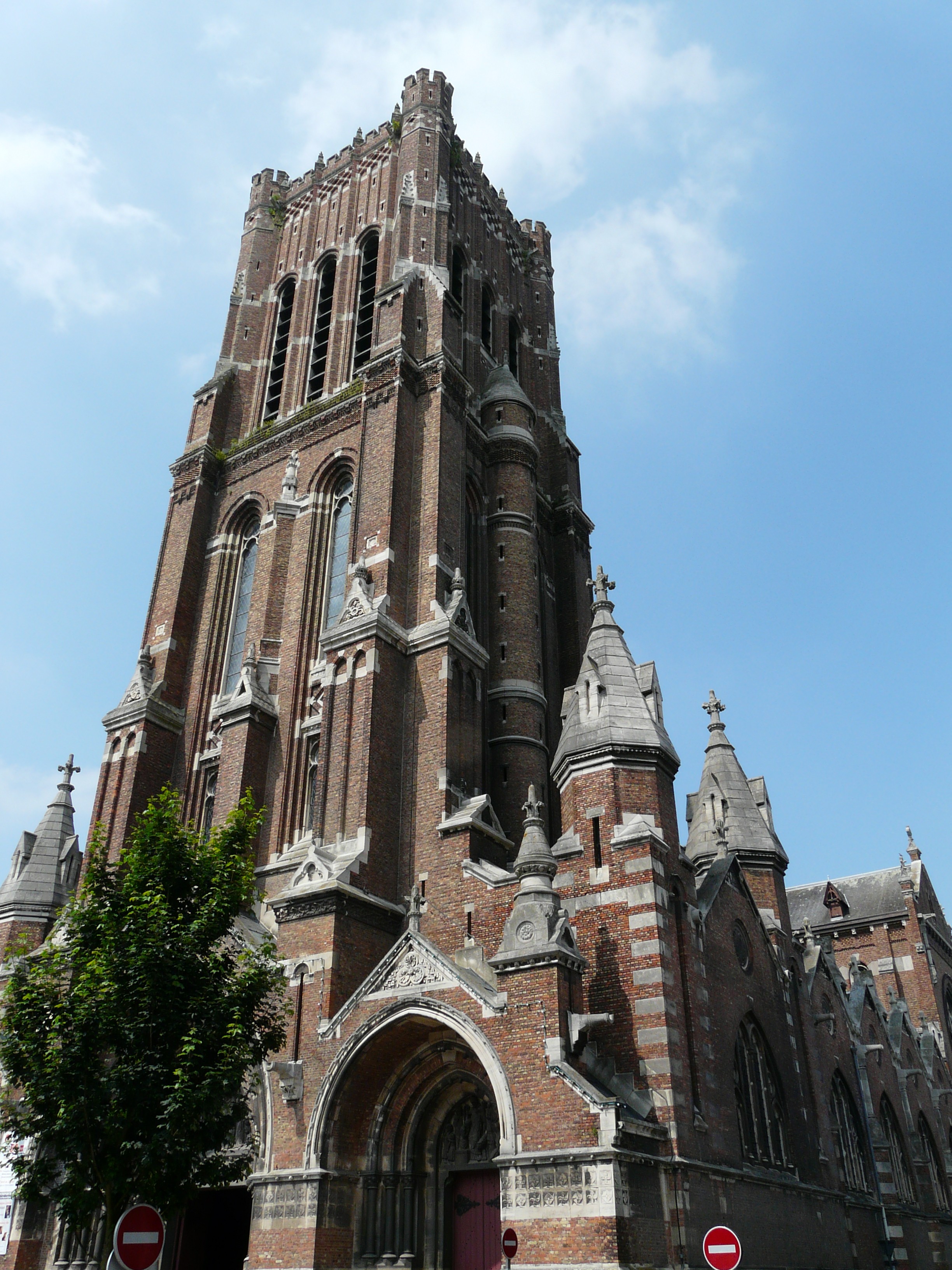
Église Saint-Vaast

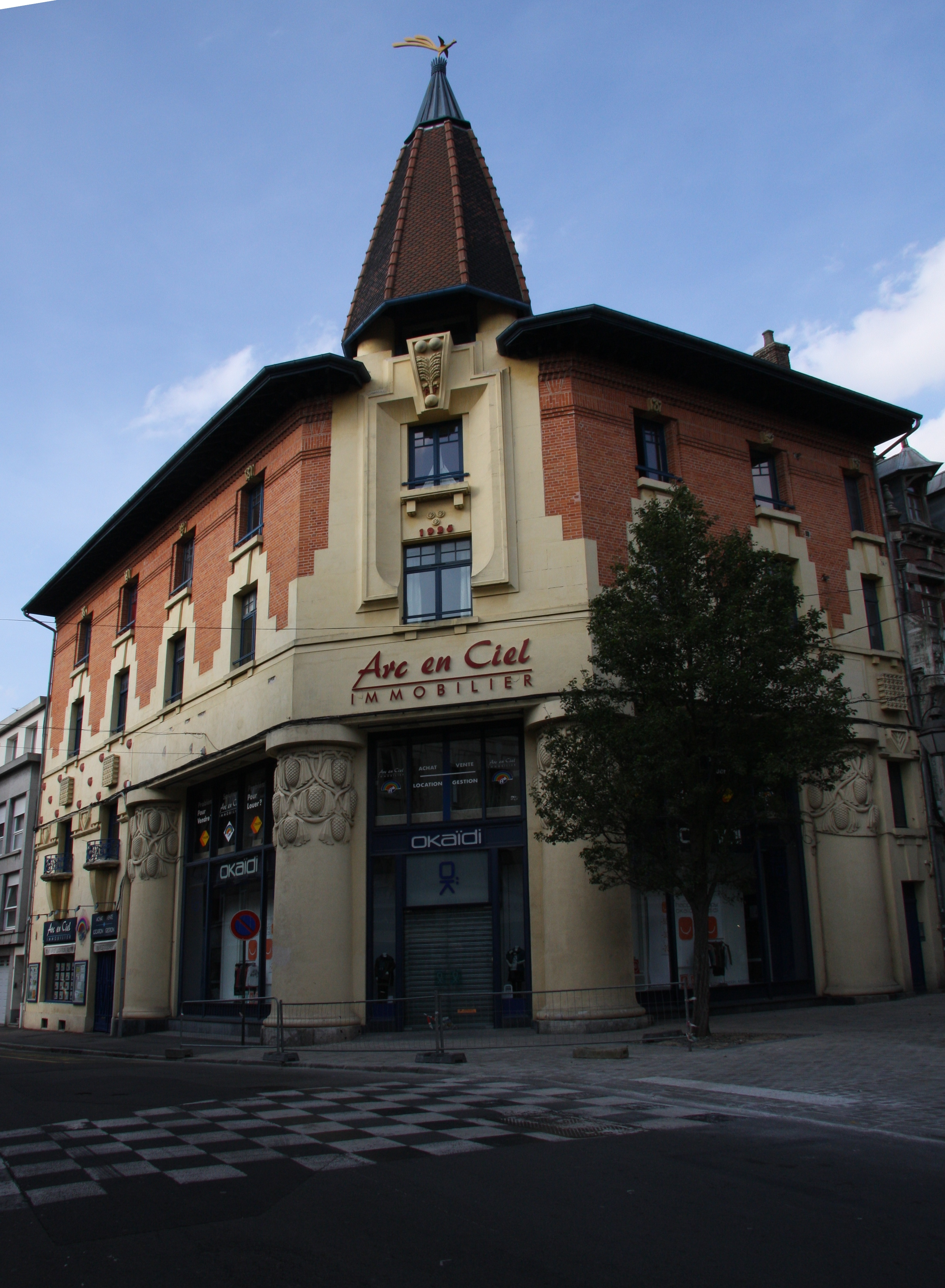
De voormalige boekhandel Fournier

- Het Belfort van Béthune dateert uit de 14de eeuw. Het werd geklasseerd als monument historique in 1862 en werd in 2005 aangewezen als werelderfgoed door Unesco in het kader van de Belforten in België en Frankrijk.
- Het stadhuis, heropgebouwd na de Eerste Wereldoorlog. Het werd geklasseerd als monument historique in 2001.
- Restanten van de oude verdedigingswerken van de stad:
  - De oude Tour Saint-Ignace, een versterkte toren waarvan de geschiedenis teruggaat tot de 14de eeuw. De toren werd in 1969 ingeschreven als monument historique.
  - Het Bastion Saint-Pry uit de 15de eeuw. Het werd ingeschreven als monument historique in 1993.
- Het voormalige Hôtel de Beaulaincourt uit de 18de eeuw. Het werd ingeschreven als monument historique in 1947 en geklasseerd in 1974.
- De Église Saint-Vaast
- De Église Notre-Dame-du-Perroy
- De Église Saint-Christophe
- De Église du Sacré-Cœur
- De Caserne Chambors uit het eind van de 17de en begin van de 18de eeuw, werd ingeschreven als monument historique in 1984.
- De resten van de oude Recolettenkerk (Église des Récollets) uit de 16de eeuw werden ingeschreven als monument historique in 1973. Tussen 1818 en 1894 was er een suikerfabriek gevestigd in de resten van het recollettenklooster.
- Het huis aan de Rue de la Délivrance 21 uit de 16de en 17de eeuw. De gevel werd in 1986 ingeschreven als monument historique.
- De stad telt een aantal beschermde huizen, die tijdens de Eerste Wereldoorlog waren verwoest en in de jaren twintig zijn heropgebouwd. Deze werden ingeschreven als monument historique in 2001:
  - Place du Beffroi 24
  - Place du Beffroi 8-10
  - De voormalige boekhandel Fournier
- Het stadspark uit 1876, waarvan het hekwerk en de kiosk in 1975 werden ingeschreven als monument historique.
- Op de gemeentelijke begraafplaats van Béthune bevindt zich een Brits militair perk met meer dan 3000 gesneuvelden uit de Eerste Wereldoorlog.

## Demografie
Onderstaande figuur toont het verloop van het inwonertal (bron: INSEE-tellingen).

## Bestuur
Béthune is de onderprefectuur van het arrondissement Béthune en maakt deel uit van de Communauté d'agglomération de Béthune-Bruay, Artois-Lys Romane. Dat is een samenwerkingsverband van meer dan honderd gemeenten waarvan Bruay-la-Buissière en Béthune de centrumgemeenten zijn.

### Burgemeesters
Burgemeesters van Béthune waren:
- 1919-1925 : Félix Lejeune
- 1925-1935 : Alexandre Ponnelle
- 1935-1945 : André Legillon
- 1945-1950 : Anselme Beuvry
- 1950-1971 : Henri Pad
- 1971-1977 : Paul Breynaert
- 1977-1993 : Jacques Mellick
- 1993 : Bernard Seux
- 1993-1996 : Jacques Mellick
- 1996-1997 : Claude Lagache
- 1997-2002 : Bernard Seux
- 2002-2008 : Jacques Mellick
- 2008-2014 : Stéphane Saint-André
- 2014-... : Olivier Gacquerre

## Verkeer en vervoer
In de gemeente staat het spoorwegstation Béthune.
Net ten zuiden van de gemeente loopt de autosnelweg A26/E15. Ter hoogte van Béthune is er een op- en afrit in buurgemeente Fouquières-lès-Béthune.

## Sport
Béthune was één keer etappeplaats in de wielerkoers Ronde van Frankrijk. In 1984 was de Belg Ferdi Van Den Haute er ritwinnaar.

## Partnersteden
- Hastings (Verenigd Koninkrijk)
- Kortrijk (België)

## Geboren
- Johannes Buridanus (ca. 1300 - kort na 1358), filosoof
- Aristide Delannoy (1874-1911), tekenaar
- Jérôme Leroy (4 november 1974), voetballer
- Jocelyn Blanchard (28 mei 1978), voetballer